# うらたん
うらたんは、株式会社フロンティアが運営していたウェブサイトである。

## 概要
事件・芸能ニュースなど通常の情報を扱う「うらたん」と、アダルト情報を扱う「うらたんPINK」があった。元々はウェブサイト「探偵ファイル」のアダルトバージョンとして開設され、初期のサイト名は「裏探偵ファイル」であった。記者が体を張ったアダルト記事が中心であったが、その後アダルト以外の記事も扱うようになり、コンテンツが充実し、2007年11月のリニューアルを機に「うらたん」と「うらたんPINK」に分割された。
以前は「探偵ファイル」との連動企画なども行っていたが、徐々に関連が弱くなり、リニューアル後は全くなくなった。
2010年7月1日のリニューアルにより「円と生活」に改名された。

## 沿革
- 2004年11月1日 - 「探偵ファイル」の姉妹サイトとしてスタート。
- 2007年11月 - サイトリニューアル。「うらたん」に加え、新たに「うらたんPINK」が開設。
- 2010年7月1日 - 「うらたん」は「円と生活」にリニューアル。「うらたんPINK」は編集長ミネを代表とする新会社が買取の上、「PINK探偵」と改名。[1]。

## コンテンツ

### うらたん
HOTニュース
ネット界での時事ネタを扱う
海外ニュース
海外の時事ネタを扱う
本日の動画
動画ネタを配信
本日のマンガ
オンラインマンガの紹介
物欲市場
オンラインショッピング
カジノ探偵
オンラインカジノ紹介
【過去コンテンツ】
姫クリック
街角女の子フォト
うまいもん
飲食店の紹介

### うらたんPINK
pinkにゅーす
アダルト時事ニュース&にゅーすリンク
πくりっく
av女優のインタビュー記事
ふうたん
風俗店紹介
二次元探偵
オンライン漫画、ゲームなどの紹介
こころとからだ
アダルトグッズのオンラインショッピング紹介
本日の無料動画
無料動画の紹介
オススメの店
風俗総合サイトの紹介

## 主な記者
- ミネ - 編集長。AV業界で働いていたこともある[1]。
- マック平山[2][1]
- 江口皮オナン[要出典]
- 本郷剛[要出典]
- ジャスミン木村[2]
- モナ王子[要出典]
- ハブられる[2]
- 安藤（広報担当）[要出典]